# Serafín Puertas
Serafín Puertas y García (Alaejos, 21 de febrero de 1886-Villasana de Mena, 1918) fue un escritor español.

## Biografía
Nació el 21 de febrero de 1886 en la localidad vallisoletana de Alaejos, siendo el menor de los once hijos de Donato Puertas Alonso (hermano de María de la Concepción Puertas Alonso, abuela paterna del pintor Francisco Puertas) y Victoriana García Belloso. Se le bautizó en ese mismo pueblo, parroquia de Santa María de la Asunción, el día 28 de febrero.
Centrado en la producción literaria de novelas y cuentos, además de relatos breves, en sus obras combinaba estilos románticos y costumbristas, y se adentra en temas tan diversos como el destino o la adicción a los fármacos. Sus Cuentos de la Sonsierra fueron especialmente populares y además varias de sus novelas fueron galardonadas a lo largo de su breve pero intensa carrera literaria. Falleció prematuramente en 1918 en la localidad burgalesa de Villasana de Mena.

## Premios
- Premio Marquesa de Villafuerte (por La bribona).[cita requerida]
- Premio Teresa Ballester (por La vida vana).[cita requerida]
- Premio María Benito Torres (por Las señoritas de Quintanilla de Abajo).[cita requerida]
- Premio Sauzal (por Los últimos).[cita requerida]

## Obras

### Novelas
- La bribona (1913)
- El estigma (1914)
- La desgana de vivir (1914)
- Asmodeo (1915)
- El sátiro Príapo y la diosa Hebe (1917)
- La vida vana (1917)
- Las señoritas de Quintanilla de Abajo	(1917)
- Los últimos (1918)

### Cuentos de la Sonsierra
- Adelma (1916)
- El pastor ciego (1916)
- La primera nevada	(1916)
- Los pequeñuelos (1916)
- Pierdechivos (1916)